# Al-Katif
Al-Katif (arab. القطيف) – miasto we wschodniej Arabii Saudyjskiej, w Prowincji Wschodniej. Według spisu ludności na rok 2010 liczyło 118 327 mieszkańców.